# 2010년 지진
2010년 지진으로 인해 약 25만 명이 사망했다. 대부분의 사망자는 23만 명이 죽은 2010년 아이티 지진에서 나왔으며, 아이티 지진은 역사상 5번째로 많은 사망자를 낸 지진이다.

## 주요 지진

### 사망자 순
| 순위 | 사망자  | 위치                         | 날짜     |
| ---- | ------- | ---------------------------- | -------- |
| 1.   | 230,000 | 아이티                       | 1월 12일 |
| 2.   | 432     | 칠레                         | 2월 27일 |
| 3.   | 50      | 튀르키예 터키                | 3월 8일  |
| 4.   | 7       | 중국 중국                    | 4월 14일 |
| 5.   | 3       | 멕시코 멕시코 바하갈리르니아 | 4월 4일  |
| 6.   | 2       | 아르헨티나 아르헨티나        | 2월 27일 |
| 7.   | 2       | 칠레 칠레                    | 3월 11일 |
| 8.   | 1       | 중국 중국                    | 1월 30일 |
| 9.   | 1       | 인도네시아 인도네시아        | 1월 10일 |
| 전체 | 230,569 | 세계                         | 2010년   |

### 규모 순
| 순위 | 규모 | 위치                    | 날짜     |
| ---- | ---- | ----------------------- | -------- |
| 1.   | 8.8  | 칠레                    | 2월 27일 |
| 2.   | 7.8  | 인도네시아 수마트라     | 4월 7일  |
| 3.   | 7.2  | 멕시코 바하칼리포르니아 | 4월 4일  |
| 4.   | 7.1  | 솔로몬 제도             | 1월 3일  |
| 5.   | 7.1  | 칭하이                  | 4월 14일 |
| 6.   | 7.0  | 아이티                  | 1월 12일 |
| 7.   | 7.0  | 일본 오키나와           | 3월 8일  |